# Rektalsalbe
Rektalsalbe ist in der Pharmakologie eine halbfeste Zubereitung zur lokalen Anwendung im unteren Bereich des Rektums (Mastdarm, After), um dort in der Regel eine lokale Wirkung zu erzielen. Sie dient dabei der medizinischen Behandlung von Analfissuren und Hämorrhoiden sowie Haut- und Schleimhautdefekten. Die als Primärpackmittel für die Salben eingesetzten Tuben besitzen eine ausgezogene, verlängerte Spitze zur Erleichterung der Applikation.